# Qualificazioni al campionato mondiale di calcio 2010 - CAF - Fase finale, gruppo B

## Classifica
| Squadra   | P.ti | G | V | N | P | GF | GS | DR |
| --------- | ---- | - | - | - | - | -- | -- | -- |
| Nigeria   | 12   | 6 | 3 | 3 | 0 | 9  | 4  | +5 |
| Tunisia   | 11   | 6 | 3 | 2 | 1 | 7  | 4  | +3 |
| Mozambico | 7    | 6 | 2 | 1 | 3 | 3  | 5  | -2 |
| Kenya     | 3    | 6 | 1 | 0 | 5 | 5  | 11 | -6 |

- Nigeria qualificata al mondiale e alla Coppa delle nazioni africane 2010.
- Tunisia e  Mozambico qualificate alla Coppa delle nazioni africane 2010.

## Risultati

### Primo turno
| Arbitro: | Divine Evehe |

|            |           |                    |
| Oliech 70’ | Marcatori | 6’ Jemal 79’ Jemâa |

| Maputo 29 marzo 2009, ore 15:00 | Mozambico    | 0 – 0 referto | Nigeria | Estadio Nacional da Machava (35.000 spett.)\| Arbitro: \| Amanuel Ayob \| |
| Arbitro:                        | Amanuel Ayob |               |         |                                                                           |

### Secondo turno
| Arbitro: | Kokou Djaoupe |

|                                  |           |  |
| Ben Yahia 21’ (rig.) Darraji 89’ | Marcatori |  |

| Arbitro: | Abdellah El Achiri |

|                                  |           |  |
| I. Uche 2’ Obinna 72’ (rig.) 77’ | Marcatori |  |

### Terzo turno
| Radès 20 giugno 2009, ore 19:10 | Tunisia         | 0 – 0 referto | Nigeria | Stade 7 November (45.000 spett.)\| Arbitro: \| Koman Coulibaly \| |
| Arbitro:                        | Koman Coulibaly |               |         |                                                                   |

| Arbitro: | Yakhouba Keita |

|                               |           |               |
| J. Owino 8’ Mariga 72’ (rig.) | Marcatori | 49’ Domingues |

### Quarto turno
| Arbitro: | Koman Coulibaly |

|               |           |  |
| Tico-Tico 66’ | Marcatori |  |

| Arbitro: | Daniel Bennett |

|                            |           |                       |
| Odemwingie 23’ Eneramo 80’ | Marcatori | 24’ Nabil 89’ Darraji |

### Quinto turno
| Arbitro: | Badara Diatta |

|          |           |  |
| Jemâa 1’ | Marcatori |  |

| Arbitro: | Khalid Abdel Rahman |

|            |           |  |
| Obinna 93’ | Marcatori |  |

### Sesto turno
| Arbitro: | Noumandiez Doué |

|           |           |  |
| Dário 83’ | Marcatori |  |

| Arbitro: | Eddy Maillet |

|                        |           |                            |
| Oliech 15’ Wetende 77’ | Marcatori | 60’ 81’ Martins 64’ Yakubu |